# Carl-Gustaf Carlstedt

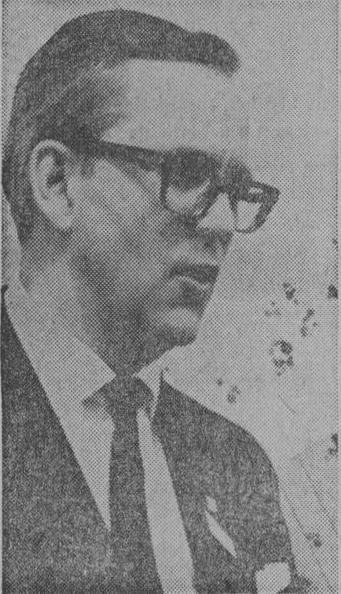
Carl-Gustaf Carlstedt

Carl-Gustaf "Cegge" August Carlstedt, född 1 maj 1919 i Almundsryds församling, Kronobergs län, död 7 november 2013 i Kungsholms församling, Stockholm, var en svensk arkitekt.
Carlstedt, som var son till kontraktsadjunkt Carl Carlstedt och Stina Linderholm, avlade studentexamen i Haparanda 1938 samt utexaminerades från Chalmers tekniska högskola 1943 och från Kungliga Konsthögskolan 1952. Han blev arkitekt hos professor Ivar Tengbom 1943, hos arkitekt Anders Tengbom 1948 och bedrev egen arkitektverksamhet i Stockholm, Göteborg och Linköping från 1952. Han startade Carlstedt Arkitektkontor tillsammans med Sören Malm och Georg Weijmar. Carlstedt ritade bland annat lasarett i Lycksele, Skellefteå, Boden, Trollhättan, Vänersborg och Gävle, universitetssjukhus i Göteborg, regionsjukhus i Linköping, utbyggnad av lasarettet i Umeå och universitetssjukhuset i Teheran. Han tilldelades Kungliga Konsthögskolans hertigliga medalj 1947.